# Severinia nigrofasciata
Severinia nigrofasciata är en bönsyrseart som beskrevs av Johann Heinrich Kaltenbach 1982. Severinia nigrofasciata ingår i släktet Severinia och familjen Mantidae. Inga underarter finns listade i Catalogue of Life.